# Práctica espiritual
Una práctica espiritual o disciplina espiritual (a menudo incluyendo ejercicios espirituales) es la realización regular o a tiempo completo de acciones y actividades emprendidas con el propósito de inducir experiencias espirituales y cultivar el desarrollo espiritual. Una metáfora común utilizada en las tradiciones espirituales de las grandes religiones del mundo es la de recorrer un camino. Por lo tanto, una práctica espiritual mueve a una persona a lo largo de un camino hacia una meta. La meta se conoce como salvación, liberación o unión (con Dios). Una persona que camina por tal sendero es a veces referida como un caminante o un peregrino.

## Religiones abrahámicas

### Judaísmo
Kavanah es la dirección del corazón para alcanzar pensamientos contemplativos más elevados y alcanzar fuerza interior. Quizás el ejercicio espiritual más elevado para un judío es conocido como Torah Lishmah, el estudio diligente de la Torah. Recitar oraciones diarias (como el Shema y la Amidah), seguir las leyes dietéticas del kashrut, observar el Shabbat, ayunar y realizar obras de bondad amorosa ayudan a mantener la conciencia de Dios. Varios movimientos judíos a lo largo de la historia han fomentado una serie de otras prácticas espirituales. El movimiento Musar, por ejemplo, fomenta una variedad de meditaciones, contemplaciones guiadas y ejercicios de canto.

### Cristianismo
En la tradición católica, las disciplinas espirituales pueden incluir: oración, ayuno, actos de misericordia corporales y espirituales, Sacramentos (p. ej., Bautismo y Eucaristía), el monacato, el canto, el celibato, el uso del rosario (cuentas de oración), la mortificación de la carne, la meditación cristiana o la oración contemplativa, seguir el camino de la doctrina social católica (incluyendo la limosna), la reconciliación y la Lectio Divina.
Para los protestantes, se considera generalmente que las disciplinas espirituales incluyen cualquier combinación de lo siguiente, con moderación: celebración, castidad, confesión, ayuno, compañerismo, frugalidad, dar, guía, hospitalidad, humildad, intimidad, meditación, oración, reflexión, autocontrol, servicio, servicio, silencio, simplicidad, canto, ralentización, soledad, estudio, sumisión, rendición, enseñanza y adoración.
La Sociedad Religiosa de Amigos (también conocida como los Cuáqueros) practica la adoración silenciosa, la cual es puntuada por el ministerio vocal. Los cuáqueros tienen poco o nada de credo o doctrina, por lo que sus prácticas constituyen una gran parte de su identidad de grupo.
Un conocido escritor sobre disciplinas espirituales cristianas, Richard Foster, ha enfatizado que la meditación cristiana no se enfoca en el vaciamiento de la mente o del yo, sino en el llenado de la mente o del Alma con Dios.

### Islam
La práctica espiritual en el Islam se practica dentro del salat (oración ritual) durante la cual los musulmanes subyugan todos los pensamientos y se concentran únicamente en Alá, también a través de otras formas de actividades de adoración como el ayuno y el Hajj. Entre muchos grupos musulmanes, se piensa que la inmersión en prácticas espirituales es más notable y profunda que la practicada por los sufíes, incluyendo Dhikr, Muraqaba y Sama (el giro sufí).

## Religiones indias

### Budismo
En el budismo Theravada, el término genérico para el cultivo espiritual es bhavana. La palabra Pali "yoga", central en muchos de los primeros textos budistas, ha sido traducida a menudo como "Práctica Espiritual". En el budismo zen, la meditación (llamada zazen), la escritura de poesía (especialmente haiku), la pintura, la caligrafía, el arreglo floral, la ceremonia japonesa del té y el mantenimiento de los jardines zen se consideran prácticas espirituales. La ceremonia del té coreano también se considera espiritual.

### Hinduismo
En el hinduismo, la práctica de cultivar la espiritualidad se conoce como sadhana. Japa, la repetición silenciosa o audible de un mantra, es una práctica espiritual hindú común.
Las prácticas tántricas son compartidas en común entre el hinduismo y ciertas escuelas budistas (especialmente el budismo tibetano), e implican el uso deliberado de lo mundano (mundano, físico o material) para acceder a los reinos supramundanos (espiritual, energético o místico).

## Otro

### Fe Bahá'í
La oración en la Fe Bahá'í se refiere a dos conceptos distintos: la oración obligatoria y la oración devocional (oración general). Ambos tipos de oración están compuestos de palabras reverentes que se dirigen a Dios, y el acto de oración es una de las leyes Bahá'ís más importantes para la disciplina individual.

### Antroposofía
Rudolf Steiner dio un extenso conjunto de ejercicios para el desarrollo espiritual. Algunos de ellos estaban destinados al uso general, mientras que otros eran para ciertas profesiones, incluyendo profesores, médicos y sacerdotes, o se daban a particulares.

### Artes marciales
Algunas artes marciales, como el taichí, el aikido, y jiu-jitsu, son consideradas prácticas espirituales por algunos de sus practicantes.

### Nueva Era
La meditación de pasaje fue una práctica recomendada por Eknath Easwaran que involucra la memorización y repetición silenciosa de pasajes de las escrituras de las religiones del mundo.
Adidam (el nombre tanto de la religión como de la práctica) enseñado por Adi Da Samraj utiliza un extenso grupo de prácticas espirituales incluyendo la invocación ceremonial (puja) y disciplinas corporales como el ejercicio, el yoga modificado, las restricciones dietéticas y el servicio corporal. Todo esto está enraizado en una práctica devocional fundamental del Guru bhakti basada en la autocomprensión más que en la búsqueda religiosa convencional.
El término Neotantra se refiere a una colección moderna de prácticas y escuelas en Occidente que integra lo sagrado con lo sexual, y quita énfasis a la dependencia en los Gurús.
Prácticas espirituales recientes y en evolución en Occidente también han explorado la integración de instrumentos aborígenes como el Didyeridú, el canto extendido como en Kirtan, u otras respiraciones fuera del contexto de los linajes orientales o creencias espirituales, como la Respiración de Luz Cuántica.

### Estoicismo
El estoicismo considera que la filosofía no es solo un conjunto de creencias o afirmaciones éticas, sino un modo de vida y un discurso que implica una práctica y formación constantes (por ejemplo, el ascetismo). Las prácticas y ejercicios espirituales estoicos incluyen la contemplación de la muerte y otros eventos que típicamente se consideran negativos, entrenar la atención para permanecer en el momento presente (similar a algunas formas de meditación oriental), la reflexión diaria sobre los problemas cotidianos y las posibles soluciones, llevar un diario personal, etc. La Filosofía para un Estoico es un proceso activo de práctica constante y auto-recuerdo.